# Hockey su ghiaccio ai XXI Giochi olimpici invernali
Le gare di hockey su ghiaccio dei XXI Giochi olimpici invernali si sono svolti a Vancouver, dal 13 al 25 febbraio 2010 per il torneo femminile, dal 16 al 28 febbraio 2010 per quello maschile.

## Squadre

### Torneo maschile
- Canada (Nazione ospitante)
- Russia
- Svezia
- Stati Uniti
- Svizzera
- Norvegia

- Rep. Ceca
- Slovacchia
- Lettonia
- Finlandia
- Bielorussia
- Germania

### Torneo femminile
- Canada (Nazione ospitante)
- Russia
- Svezia
- Stati Uniti

- Svizzera
- Slovacchia
- Cina
- Finlandia

## Podi

### Uomini
| Evento                                 | Oro    | Argento     | Bronzo    |
| Hockey su ghiaccio maschile (dettagli) | Canada | Stati Uniti | Finlandia |

### Donne
| Evento                                  | Oro    | Argento     | Bronzo    |
| Hockey su ghiaccio femminile (dettagli) | Canada | Stati Uniti | Finlandia |

## Medagliere
| Posizione | Paese       |   |   |   | Totale |
| --------- | ----------- | - | - | - | ------ |
| 1         | Canada      | 2 | 0 | 0 | 2      |
| 2         | Stati Uniti | 0 | 2 | 0 | 2      |
| 3         | Finlandia   | 0 | 0 | 2 | 2      |
| Totale    | Totale      | 2 | 2 | 2 | 6      |